# 洛倫佐·阿里奥多
洛倫佐·阿里奥多（義大利語：Lorenzo Ariaudo；1989年6月11日—）是一位意大利足球運動員。在場上的位置是中後衛。他現在效力於意大利足球甲級聯賽球隊熱那亞足球俱樂部。他也代表意大利U21國家隊參賽
。